# ユーロニモス
ユーロニモス (Euronymous、本名：オイスタイン・オーシェト Øystein Aarseth、1968年3月22日 - 1993年8月10日) は、ノルウェーのヘヴィメタルミュージシャン。ブラックメタルバンド、メイヘムの創立者の1人であり中心人物であった。この他にも、インディーズレーベル、デスライク・サイレンス・プロダクションやレコード・ショップ「ヘルヴェテ」を設立し経営も行っていた。身長168cm。
また、ノルウェーの初期ブラックメタルシーンにおいて、社会的な影響を与えたブラックメタル・インナーサークルの中心人物でもあったが、1993年にブラックメタルミュージシャンでインナーサークルのメンバーであったヴァルグ・ヴィーカネースに殺害された。
2004年にギターワールド誌の「史上最強のヘヴィメタル・ギタリスト100人」(GUITAR WORLD's 100 Greatest Heavy Metal Guitarists Of All Time) では、51位に選出された。

## 略歴
1984年に、ブラックメタルバンド、メイヘム (Mayhem)を結成。当初はデストラクター (Destructor) というステージネームで活動していたが、ギリシア神話のダイモーン、エウリュノモスの名を採ってユーロニモス (Euronymous) と改名した。
メイヘムでは、最初期の2年ほどボーカリストも兼任していたが、1986年にメシア (Messiah)がボーカリストとして加入して以降はギタリストとして活動を続ける。しかし、バンド自体はなかなかメンバーが安定せず、1991年4月8日には当時のボーカリスト、デッド (Dead) がショットガンで自殺するという事態にも見舞われる。デッドの死体はユーロニモスらが最初に発見し、写真をすぐさま撮影している。その写真は、後のメイヘムのライブアルバム『ドーン・オブ・ザ・ブラック・ハーツ』のジャケットに使用されている。
1989年にはクリスティアン・ヴィーカネース (後のヴァルグ・ヴィーカネース)と出会っている。
レコード・ショップ「ヘルヴェテ」を開店し、そこに集まるブラックメタルバンドのメンバーとブラックメタル・インナーサークルという集団を構成。教会への放火など、犯罪行為がエスカレートしていく。1992年にヴァルグがリレハンメルの有名な礼拝堂に放火し全焼させたことがきっかけで、ヘルヴェテは警察からの徹底的なマークを受け、閉店に追い込まれる。ちなみに、ヴァルグは証拠不十分で不起訴となった。
1992年9月ごろから、メイヘムの1stアルバム『De Mysteriis Dom Sathanas』をレコーディングする。このレコーディングには、ヴァルグがベーシストとして参加していたが、このころすでにヴァルグとユーロニモスの人間関係は悪化していた。これは、ユーロニモスがヴァルグのバーズムの活動に難色を示していたことや、レコーディング費用の支払いの滞りなどの金銭問題が原因であった。その後、ヴァルグは、デスライク・サイレンス・プロダクションを離脱している。
そして、1993年8月10日、オスロのユーロニモスのアパートメントで、ヴァルグによって刺殺される。それからおよそ一週間が経過した8月19日にヴァルグはユーロニモス殺害容疑で逮捕され、後に放火、窃盗、爆弾テロの容疑で追加起訴され、1994年に懲役21年の判決を受けている。
ユーロニモスの死によってメイヘムは解散するが、レコーディングされた1stアルバムはデスライク・サイレンス・プロダクションから1994年にリリースされた。その後、1995年に再結成され活動している。1stアルバムのヴァルグ参加部分は別人の演奏に置き換えるという話もあったが、結局ヴァルグの演奏が使われている。
デスライク・サイレンス・プロダクションは、ユーロニモスの死後、1994年まで1年ほど活動していたが、前述のメイヘムの1stアルバムリリース後、解散している。
メイヘムでの活動で著名であるが、チェッカー・パトロール (Checker Patrol)というスラッシュメタルバンドを1986年に結成したり、L.E.G.O.やホーン (Horn)というバンドに参加したりしている。ただし、これらのバンドはほとんど活動実績はない。

## 思想

### サタニズム
ユーロニモスは有神論的サタニズム（サタンを象徴や比喩の類ではなく実在の神格として信仰する立場）の信奉者であった。ユーロニモスは自分の政治的に好むところを発揚するためにメイヘムの音楽を利用したわけではなかったが、自分の政治的傾向とブラックメタルとは相性がいいと考えており、ブラックメタルはユーロニモスの強い人間嫌いと彼のサタニズムの抑圧的性質の影響を受けた。以来、サタニズムという話題は、ブラックメタルというジャンルの発展にユーロニモスが果たした役割を考慮しても、大多数のブラックメタルミュージシャンの忌避するところとなっている。ユーロニモスは明らかに個人主義を軽蔑したが、個人主義という心的態度は、後に多くのブラックメタルミュージシャンが右道宗教に反感をもつようになった動機付けの要因のひとつでもある。にもかかわらず、ユーロニモスの信念は当時の初期ブラックメタル関係者に深い影響を及ぼすことになった。
「サタニズムは宗教としてのキリスト教から生まれたものだから、いつまでも無くなることはない。おれは宗教的な人間だから、〈かれ〉〔サタン〕の名を誤用するやつらと戦う。民衆が自分自身を信じる個人主義者であるはずがない。かれらは〈服従〉するために存在しているようなものだ。宗教の〈奴隷〉なのさ。」 - エサ・ラハデンペラ (Esa Lahdenperä)によるインタビュー
しかし、ブラックメタルドキュメンタリー『Until the Light Takes Us』の中でヴァルグ・ヴィーカネースは、ユーロニモスがサタニストだというのは事実ではないと主張した。
表面上、ユーロニモスの信奉した有神論的サタニズムは、ローマ・カトリックの教理を意図的に根本的に顛倒したものであり、忌まわしく冒瀆的と思われることを完全に支持した。例えば、ユーロニモスはそれが邪悪な行為であるからという理由で、ソドミー、強姦、殺人を熱心に擁護した。またアレイスター・クロウリーとアントン・ラヴィの教えに反対した。それは、ユーロニモスと異なり彼らが推奨したのは、ユーロニモスが「平和」とみなすところのものや商業的軽薄さであり、教理優先とは正反対の個人主義であったから、という理由であった（クロウリーとラヴィは両者ともその信仰体系の中に教理を有しているが、かれらはもとよりユーロニモスの奨励したような隷従に反対した）。
「ユーロニモスはこんなふうに完全にサタンっていう態度を取っていた。おれにはそれはなかった、やつにはあった。きみには信じがたいだろうが、やつはそんな悪魔崇拝者だった。」 - モルティス
ユーロニモスはブラックメタルシーンにおけるペイガニズムへの追従に反対ではなかったようであるが、そのうちに多くのバンドがこれに追従したり、自分たちの古代ヨーロッパ／ヴァイキングのルーツに共感を覚えるようになった。しかしヴァルグ・ヴィーカネースが後に主張したところによれば、サタニズムを奨励し反キリスト教を扇動することを決意したユーロニモスは、ペイガニズムを奨励したいというヴィーカネースの考えに賛同しなかったという。

### 共産主義
ヨシフ・スターリンやポル・ポトのような共産主義指導者の賛美者であったユーロニモスは、ノルウェーの共産主義者青年団 Rød Ungdom のメンバーであった。サテリコンのメンバーで親交のあったフロストによれば、ユーロニモスはそこでリーダーシップのスキルを磨き、初期ノルウェーブラックメタルシーンにおいてこのスキルを活用して「ブラックメタル・インナーサークル」を主導したという。ユーロニモスはスターリンやポル・ポトが実行したような全体主義的な共産主義解釈を支持し、非抑圧的な共産主義解釈を自ら公然と拒絶した。

## 映像作品
- 映画『ロード・オブ・カオス』（演：ロリー・カルキン）